# ポルタヴァの戦い
ポルタヴァの戦い（ポルタヴァのたたかい、ウクライナ語: Полта́вська би́тва, ラテン文字転写: Poltavska bitva; スウェーデン語: Slaget vid Poltava; ロシア語: Полта́вская би́тва, ラテン文字転写: Poltavskaya bitva）は、1709年6月27日（新暦7月8日）、東ウクライナのポルタヴァで行われたロシアとスウェーデンの大北方戦争における最大の戦い。カール・グスタフ・レーンスケルド率いるスウェーデン軍と、ピョートル1世率いるロシア軍が交戦し、ロシア軍が勝利した。
この戦闘の後、スウェーデンは軍事的優位を喪失した。大戦争の行方を決した会戦といえる。なお、カール12世は負傷のために直接指揮を執っておらず、これが敗因の一つになったとされる。また、スウェーデン軍にはウクライナ・コサックのイヴァン・マゼーパも参加していた。また、後にロシア帝国陸軍における傑出した指揮官の1人となるピーター・レイシ（ピョートル・ペトロヴィチ・ラッシ）もロシア軍右翼で1個旅団を率いた。

## 背景
1700年、ロシアとその同盟国（北方同盟）によるスウェーデン攻撃によって大北方戦争が開始され、デンマーク＝ノルウェー王フレデリク4世はスウェーデンの同盟国シュレースヴィヒ＝ホルシュタイン公国へ、ザクセン選帝侯兼ポーランド王アウグスト2世はスウェーデン領リヴォニアの首都リガへ、ピョートル1世は自ら40,000人の軍を率いてスウェーデン領エストニアに侵入し、ナルヴァ要塞を包囲した。
これに対しスウェーデン王カール12世は、スウェーデンからデンマークの首都コペンハーゲンへ急襲してフレデリク4世を講和に持ち込み（トラヴェンタール条約）、ロシア軍の半分に満たない軍勢でナルヴァの解囲に向かい、ナルヴァの戦いでロシア軍を破った。大損害を出したロシアはスウェーデンから撤退することを余儀なくされた。その後、カール12世はリガを包囲したポーランド軍もドヴィナ川の戦いで撃破してポーランドへ侵攻、1706年にフラウシュタットの戦いで勝利してザクセンにも侵攻してアルトランシュテット条約を結び、アウグスト2世を退位させて傀儡のスタニスワフ・レシチニスキを擁立、ポーランドを同盟から離脱させることに成功した。デンマークを撃退し、ポーランドもスタニスワフ率いる傀儡国家にしたカール12世の残る強敵は、ロシアただ一国であった。
この間にピョートル1世は失った戦力の回復に努め、軍の近代化を図ると共に徴兵制も導入した。その成果が表れはじめた1707年、スウェーデンはロシア本土へと侵攻した。スウェーデン軍はロシア国境に近付いたが、ロシアは万全な体勢を取り焦土作戦を展開、カール12世は直接ロシアに向かうことを断念して南下、ウクライナへと進路を変えた。ウクライナ・コサックのヘーチマンであるイヴァン・マゼーパはカール12世に内通していて彼の助力を期待しての行動だった。
だが、ピョートル1世は先んじてウクライナを奇襲してマゼーパを追い出し、多数のウクライナ・コサックもマゼーパに味方しなかったため慌てて逃亡したマゼーパは少数の援軍しか連れていなかった。おりしも冬将軍がロシアを後押ししてスウェーデンは補給を絶たれた上、記録的な大寒波によって多数の凍死者を出す損害を被っていた。更に同年9月にリヴォニアから救援に向かったアダム・ルートヴィヒ・レーヴェンハウプト率いるスウェーデン別働隊がレスナーヤの戦いでロシア軍に損害を受けて物資の大半を奪われたことも影響を及ぼしていた。
それでもカール12世は進軍を止めることなく、1709年6月、ヴォルスクラ川沿いの要衝ポルタヴァを包囲した。しかし包囲戦の最中の6月17日、カール12世は狙撃兵によって足を負傷し、カール・グスタフ・レーンスケルドに指揮権を委託した。その後まもなくピョートル1世率いる42,000から45,000人前後の兵力と72門の砲を装備したロシアの援軍がスウェーデン軍の北に到着、スウェーデン軍を逆に包囲した。圧倒的な兵力の劣勢から、カール12世は敵包囲軍を撃破して、北方へ突破することを決意した。
この時点で、スウェーデン軍は著しい凍死者によって20,000人余りに減少しており、ポルタヴァから出撃するロシア軍を牽制するために軍の一部を割かねばならず、攻撃に使用できる兵力は僅か17,000人ほどだった。対するピョートル1世は圧倒的優勢にもかかわらず慎重な姿勢を崩さず、ヴォルスクラ川沿岸に野戦陣地を築いてロシア軍をその中に入れ、陣地南方でポルタヴァと陣地の中間地点に堡塁も築き、横1列に6つ、前方の縦1列に4つと合計10個の堡塁でスウェーデン軍を待ち構えた。ピョートル1世はスウェーデン軍の突撃を銃撃・砲撃による火力で阻止、隊列が乱れた時に反撃に打って出る方針で固めていたのである。

## 戦闘経過

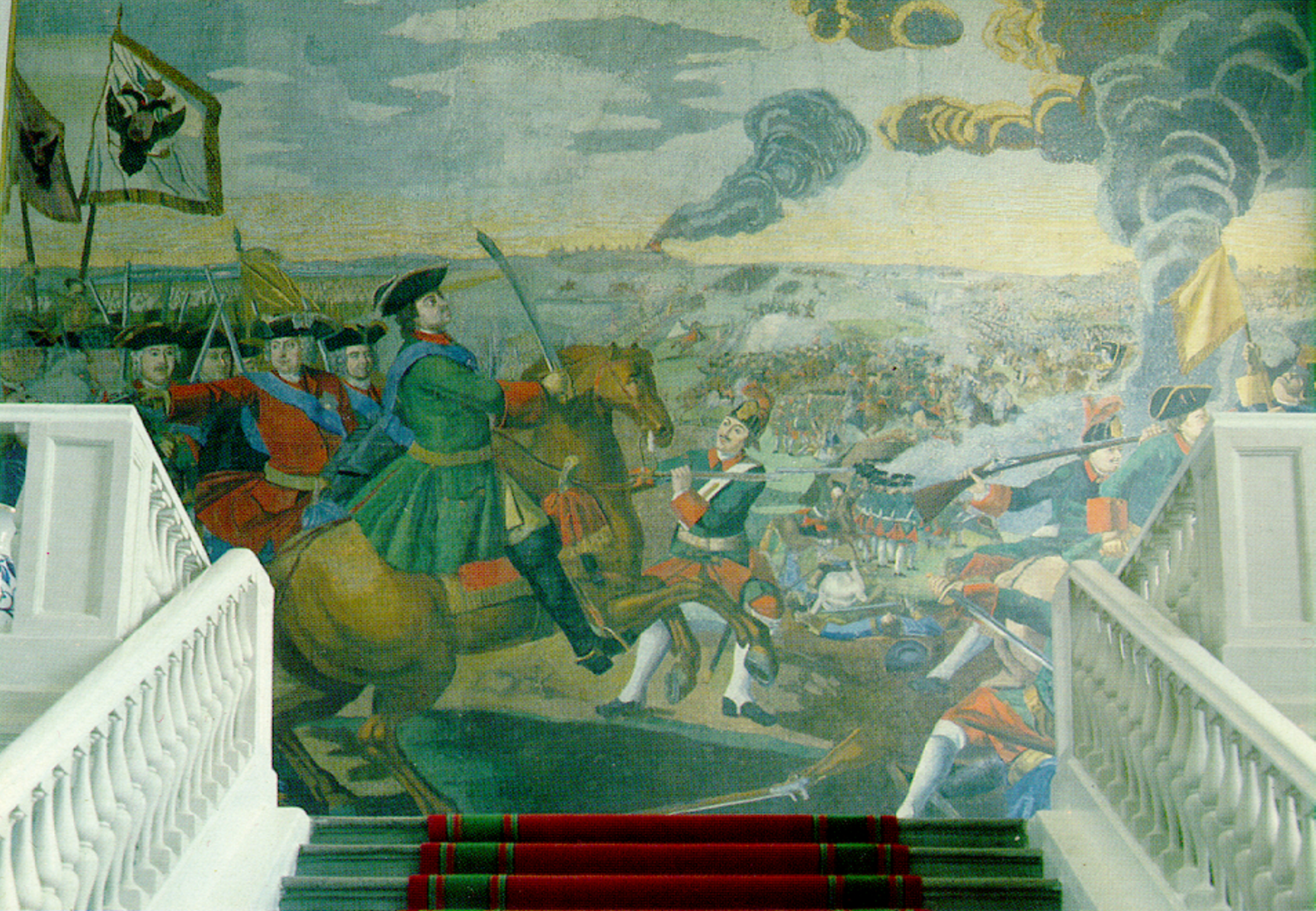
ポルタヴァの戦い。ミハイル・ロモノーソフによるモザイク画

6月27日、スウェーデン軍の攻撃は奇襲効果を狙って未明から開始された。スウェーデン軍のこの行動はロシア軍に察知され、左翼のアレクサンドル・メーンシコフは堡塁前で騎兵を率いて迎撃したが、ロシア軍左翼及び中央はスウェーデン軍の勢いに押されて後退し始め、メーンシコフはピョートル1世から後退命令を受け取り堡塁後方に退却した。後を追ったスウェーデン軍は堡塁の集中砲火を浴びて被害を拡大させながらも堡塁を突破、奇襲は成功し、戦闘序盤はスウェーデン軍優位に進んだ。
夜明けになり、ロシア軍陣地前方で集結して態勢を整えたスウェーデン軍は陣地へと攻撃をかけた。レーヴェンハウプトが指揮するスウェーデン軍中央の歩兵部隊がロシア軍中央に攻め寄せたが、この攻勢はすぐに頓挫した。カール12世が直接指揮を執っていなかったため、スウェーデン軍の統率は完全ではなく、各部隊の連携がうまくいかなかったのである。
致命的な損失を招いたのは、カール・グスタフ・ルース大将率いる2,600人の歩兵部隊が、ロシア軍堡塁に仕掛けた突撃である。ルースと指揮下の部隊は未明の奇襲で堡塁突破に失敗して取り残され、塹壕にはまりこんだ状態で猛烈な砲撃を浴び、1,000人以上の損害を出して降伏した。これによってスウェーデン軍の戦線に大きな穴が開いた。
ここにおいてピョートル1世は反撃を命令した。ロシア歩兵隊は陣地から出撃し、スウェーデン歩兵隊へ攻撃を仕掛け、一度撤退したメーンシコフら両翼のロシア騎兵隊も突撃を開始した。最初にスウェーデン軍右翼の騎兵が崩れ、間もなく左翼の騎兵も敗走、ロシア騎兵は両翼からスウェーデン歩兵隊の側面を圧迫した。カール12世は敗勢を悟り全軍に撤退を命令、スウェーデン軍は野営地へ向けて敗走し、ロシア騎兵の追撃によって多くの死傷者を出した。ポルタヴァの包囲軍と合流したスウェーデン軍は野営地を放棄して南へ敗走、ロシア軍は執拗に追跡し、カール12世とマゼーパは追跡から逃れたが、レーンスケルドとレーヴェンハウプトら残りの将兵は戦場から離れたペレヴォローチナで降伏、ロシア軍は多数の捕虜を得た。

## 結果と影響
カール12世とマゼーパは敗残兵に紛れて南へ逃れ、ついにはオスマン帝国へと逃れた。直接の戦闘と一連の追撃によって生じたスウェーデン軍の損失は甚大なものであった。戦死者5,000人以上、生き残った15,000人と援軍6,000人は降伏し、シベリアへと送られた。生きてスウェーデンに帰国できた者はわずかに5,000人であったと言う。
この戦闘は、大北方戦争におけるターニングポイントとなった。この戦いの後、ロシアの主導によって北方同盟が再結成され、デンマークが戦線に復帰し、ポーランドでは廃位されたアウグスト2世が復位するのである。そしてバルト地方は、1年足らずでロシアに帰した。戦争はこの後も継続したが、最早、スウェーデン優位に戻る事はなかった。この戦いは、スウェーデンにおける終わりの始まりを意味した。

## 日付について
当時、スウェーデンは暫定的にスウェーデン暦、ロシアはユリウス暦（旧暦）を使用していた。スウェーデンはその後一旦ユリウス暦に戻し、正式にグレゴリオ暦（新暦）を導入するのは1753年、ロシアは10月革命後の1918年である。そのため、本稿ではユリウス暦で統一した。

## 参考書籍
- 阿部重雄 著「ピョートル大帝と北方戦争」、林健太郎、堀米庸三 編『世界の戦史』 6巻、大類伸 監修、人物往来社、1966年11月。全国書誌番号:50003275。
- 黒川祐次『物語 ウクライナの歴史 - ヨーロッパ最後の大国』中央公論新社〈中公新書 1655〉、2002年8月。ISBN 978-4-12-101655-3。
- 武田龍夫『物語 スウェーデン史 - バルト大国を彩った国王、女王たち』新評論、2003年10月。ISBN 978-4-7948-0612-3。
- 土肥恒之『ピョートル大帝とその時代 - サンクト・ペテルブルグ誕生』中央公論社〈中公新書 1092〉、1992年9月。ISBN 978-4-12-101092-6。